# 에사키 마스미
에사키 마스미(일본어: 江﨑 真澄, 1915년 11월 23일~1996년 12월 11일)는 17선 중의원 의원을 지낸 일본의 정치인이다.
8선 출신의 현역 중의원 의원 에사키 데쓰마는 둘째 아들이며 3선 출신의 전 중의원 의원 에사키 요이치로는 다섯째 아들이다.

## 생애
1915년 11월 23일에 아이치현 나카시마군 이치노미야정(지금의 이치노미야시)에서 태어났다. 구제 도호 상업학교와 구제 제팔고등학교를 나왔는데 고등학생 때 폐결핵에 걸려 투병 생활을 하면서 소설을 쓰기 시작했다. 1934년에 연애소설을 집필해 잡지 『개조』에 응모했는데 가작이 되었다. 이후 선종에서 수행 등을 하면서 고등학교를 중퇴했다가 니혼 대학 경제학부에 진학했다. 졸업 후 작가를 지망하며 요코미쓰 리이치나 기쿠치 간 등을 찾아가기도 했으나 결국 모교인 도호 상업학교의 교사가 되었다. 당시 도호 상업학교장 시모이데 요시오가 다이도 제강의 사장이기도 했기에 에사키는 시모이데의 비서도 겸했다.
이후 정계에 투신하여 1946년 총선에 일본자유당의 공천을 받고 출마해 당선됐다. 당선 후엔 자유당의 실력자인 히로카와 고젠의 심복으로 활약했다. 히로카와가 실각한 다음엔 오가타 다케토라의 파벌에 속했다가 오가타가 사망한 다음엔 스나다 시게마사의 비호를 받았다. 스나다 사후엔 잠시 기시파에 속했다.
1960년 7월 제1차 이케다 내각에서 방위청 장관으로 취임해 처음 입각했다. 같은 해에 후지야마 아이이치로가 기시파의 일부 의원을 규합해 자신의 파벌을 만들자 합류했다. 1961년에는 자민당 국회대책위원장이 되었다.
제3차 사토 내각 (개조)에서 방위청 장관을 맡은 마스하라 게이키치와 니시무라 나오미가 차례차례 물러나자 1971년 12월에 방위청 장관으로 입각했다. 그 해에 무라카미 이사무, 미즈타 미키오 등이 미즈타파를 결성하자 참여했다.
1972년 12월에 제2차 다나카 가쿠에이 내각이 출범하자 자치상 겸 국가공안위원장 겸 홋카이도 개발청 장관이 되었다. 1973년에는 간사장 대리가 되어 언론과 적극적으로 소통해 다나카 내각의 정당측 대변인 역할로 활약했다. 1974년 12월에 이른바 금맥 문제로 다나카 가쿠에이가 총재에서 물러났지만 다나카의 정치적 영향력은 건재했다. 1975년 6월 에사키는 미즈타파의 다무라 하지메와 함께 다나카파로 소속을 옮겼다.
다나카가 록히드 사건에 연루된 와중에 치러진 1976년 총선 때는 에사키가 다나카파에 소속되어 있던 영향으로 자민당에 참여한 이래 처음으로 지역구 1위를 빼앗겼다. 12월에 자유민주당 총무회장에 발탁됐고 1977년에는 자유민주당 정무조사회장에 취임했다. 1978년에 자민당 아이치현 연합회장에 당선됐다.
같은 해 12월에 제1차 오히라 내각이 출범하자 통산상에 임명됐다. 1985년 12월 제2차 나카소네 내각 (제2차 개조)에서는 총무청 장관 겸 대외경제문제·민간활력도입 특명담당상이 되어 입각했다.
1987년 7월 다케시타 노보루와 가네마루 신이 다나카에게 반기를 들어 새로운 파벌 경세회를 만들면서 다나카파는 분열됐다. 대부분의 의원들이 경세회로 옮겨갔지만 에사키는 다나카파에 잔류해 니카이도 스스무의 파벌에 속하게 되었다. 하지만 에사키의 측근이던 참의원 의원 요시카와 히로시와 오키 히로시는 경세회에 참여했으며 중립을 지키던 중의원 의원 이마에다 노리오도 결국 경세회로 갔다. 1989년 6월에 니카이도가 니카이도 그룹을 이탈하면서 에사키가 새 회장이 되었다.
1989년 참원선 패배의 여파로 우노 소스케가 총재에서 물러나고 총재 선거가 열리게 되었다. 다케시타파는 파벌 회장인 다케시타가 리크루트 사건에 연루된 상태라 후보를 배출하지 못했고 대신 고모토파의 가이후 도시키를 차기 총재로 옹립했다. 가이후 외에는 미야자와파의 지지를 받는 니카이도 그룹의 하야시 요시로와 아베파의 이시하라 신타로가 입후보했다. 에사키는 하야시를 지지했고 이는 요시카와 등과 감정의 골을 더 깊게 만들었다. 총재 선거는 가이후의 승리로 끝났다.
같은 해 9월 21일 이치노미야시장 모리 세키타로가 병으로 재임중에 사망했다. 에사키는 부시장 후쿠시마 요시노부를 지지했지만 가이후가 지지한 간다 마사아키에게 패배하면서 자신의 지역구 내의 선거에서도 영향력이 줄었음을 알리고 말았다.
1990년 총선에서 당선돼 17선 의원이 되었다. 하지만 선거법 위반 혐의로 비서, 후원회장, 정의회 의장·의원 등 5명이 체포되는 소동이 발생했다. 하지만 에사키 본인은 체포되지 않았고 형사 처벌도 받지 않았다. 같은 해 3월 하야시가 미야자와파로 옮겨 가면서 니카이도 그룹은 에사키와 야마시타 간리만 남게 되었다.
이 무렵 무라타 게이지로가 아이치현 연합회장 선거에 출마하고자 했다. 무라타측은 선거로 결착을 짓길 희망했지만 연합회측이 선거를 회피할 수 있는 방법을 모색했고 무라타가 속해 있던 청화회의 회장 아베 신타로도 무라타에게 에사키와 대화로 풀 것을 종용했다. 에사키와 무라타는 3월 6일과 7일에 회합했고 에사키가 무라타에게 양보하기로 결정했다.
1992년 12월 초에 차기 총선에 불출마를 표명하면서 정계 은퇴를 시사했다. 1993년 7월에 열린 총선에는 3남 에사키 데쓰마가 입후보해 아버지의 지지 기반을 물려받았다. 정계를 은퇴한 에사키는 일본무도관 회장에 취임해 아이치와 도쿄를 왕복하며 생활했다.
1996년 여름경부터 건강이 악화되었으며 그 해 12월 11일에 다발성 장기 부전으로 도쿄도의 한 병원에서 사망했다. 향년 81세. 사후에 정3위에 추서됐다.

## 역대 선거 기록
|  | 0% |

|  | 28.3% |

|  | 20.7% |

|  | 29.3% |

|  | 19.1% |

|  | 29.7% |

|  | 29.8% |

|  | 37.07% |

|  | 41.67% |

|  | 36.39% |

|  | 36.21% |

|  | 27.29% |

|  | 24.35% |

|  | 28.35% |

|  | 26.99% |

|  | 25.36% |

|  | 27.66% |

|  | 19.6% |

## 참고 문헌
- 『新訂 政治家人名事典 明治～昭和』（2003年、編集・発行 - 日外アソシエーツ、95頁）

| 전임 아카기 무네노리 | 제12대 방위청 장관 1960년 7월 19일~1960년 12월 8일 | 후임 니시무라 나오미 |

| 전임 니시무라 나오미 | 제28대 방위청 장관 1971년 12월 3일~1972년 7월 7일 | 후임 마스하라 게이키치 |

| 전임 후쿠다 하지메 | 제34대 홋카이도 개발청 장관 1972년 12월 22일~1973년 11월 25일 | 후임 마치무라 긴고 |

| 전임 기무라 다케오 | 제29대 국가공안위원장 1972년 12월 22일~1973년 11월 25일 | 후임 마치무라 긴고 |

| 전임 후쿠다 하지메 | 제19대 자치대신 1972년 12월 22일~1973년 11월 25일 | 후임 마치무라 긴고 |

| 전임 고모토 도시오 | 제37대 통상산업대신 1978년 12월 7일~1979년 11월 9일 | 후임 사사키 요시타케 |

| 전임 고토다 마사하루 | 제2대 총무청 장관 1985년 12월 28일~1986년 7월 22일 | 후임 다마키 가즈오 |